# Ichneumon scoresbysundensis
Ichneumon scoresbysundensis là một loài tò vò trong họ Ichneumonidae.